# Berlin (North Dakota)
Berlin ist eine City im LaMoure County, im Süden des US-Bundesstaates North Dakota, etwa 52 Kilometer nördlich der Grenze zu South Dakota. Berlin hat momentan ungefähr 35 Einwohner, verteilt auf eine Fläche von 0,3 km². Ihr Bürgermeister war bis zu seinem Tod im Januar 2013 Darryl Ellingson. Das Dorf Berlin wurde im Jahr 1887 gegründet. Durch Berlin führt eine Eisenbahnstrecke.

## Demographische Daten
Das durchschnittliche Einkommen eines Haushalts liegt bei 31.250 USD, das durchschnittliche Einkommen einer Familie bei 46.875 USD. Männer haben ein durchschnittliches Einkommen von 26.250 USD, also 2.500 USD weniger als Frauen in Berlin, die über durchschnittlich 28.750 USD verfügen. Das Pro-Kopf-Einkommen liegt bei 18.795 USD. 14,3 % der Einwohner und 8,1 % der Familien leben unterhalb der Armutsgrenze. 22,9 % der Einwohner sind unter 18 Jahre alt und auf 100 Frauen ab 18 Jahren kommen statistisch 105,9 Männer. Das Durchschnittsalter beträgt 46 Jahre (Stand: 2000).

## Persönlichkeiten
- Milton Young (1897–1983), Senator, vertrat North Dakota von 1945 bis 1981 im US-Senat.